# Austin A60 Cambridge
La A60 Cambridge è un'automobile prodotta dalla British Motor Corporation tra il 1961 ed il 1969 e commercializzata col marchio Austin.

## Il contesto
Rispetto alla precedente A55 Cambridge, da cui derivava, la A60 presentava una carrozzeria ristilizzata (opera di Pininfarina), un pianale dal passo allungato e un motore dalla cilindrata aumentata da 1489 a 1622 cm³. Quest'ultimo propulsore venne per la prima volta installato sulla MG A. Nessuna novità, invece, per il resto della meccanica, assai tradizionale: motore anteriore longitudinale con albero a camme laterale e distribuzione ad aste e bilancieri, trazione posteriore, freni a tamburo su tutte le ruote, avantreno a ruote indipendenti e retrotreno ad assale rigido. I cambiamenti stilistici includevano invece delle strisce cromate laterali - in alcuni esemplari con riempimenti di colori a contrasto - e pinne di dimensioni ridotte sui parafanghi posteriori.
I 61 cv erogati dal motore e trasmessi alle ruote posteriori da una trasmissione manuale a 4 rapporti (in opzione c'era anche un cambio automatico Borg-Warmer a 3 rapporti con il selettore sul piantone dello sterzo), consentivano prestazioni modeste (appena 129 km/h di velocità massima) a causa anche del peso di 1120 kg.

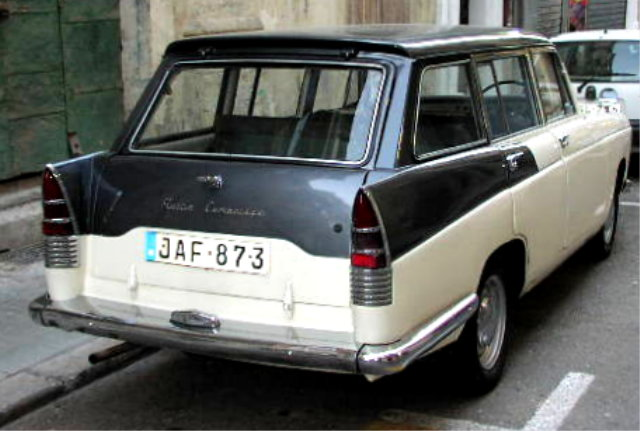
Vista posteriore della station wagon A55 MKII

Disponibile in 2 allestimenti (standard e De Luxe, quest'ultimo riconoscibile per le finiture più curate e la verniciatura bicolore) e 2 varianti di carrozzeria (berlina 4 porte e Estate, cioè station wagon), la A60 venne prodotta con modesti cambiamenti (mascherina anteriore e dettagli interni) fino al 1969 in un totale di 276.354 esemplari.
Quando (1964) nel listino Austin comparve la più moderna e sofisticata 1800, la A60 Cambridge continuò a soddisfare la clientela più tradizionale, che apprezzava la sua linea elegante e la meccanica semplice e robusta. La sua vera erede può, in questo senso, essere considerata la Morris Marina.
Come d'abitudine per la BMC questo modello venne prodotto anche con altri marchi del gruppo, Riley, Wolseley MG e Morris, creando un equilibrio di marketing assai complesso e, talvolta, contraddittorio. È il caso delle varianti Austin e Morris, praticamente identiche, proposte a prezzi simili, ma distribuite da reti di vendita separate ed in concorrenza tra loro.
L'Austin A60 Cambridge, che "visse" 2 anni meno della Morris Oxford Farina, generò poi la Riley 4/72, mentre la Morris "partorì" la Wolseley 16/60 e la MG Magnette.
Nella mente degli uomini di marketing BMC Austin e Morris rappresentavano le versioni d'accesso, MG quella sportiva (con motore potenziato a 72cv), Wolseley quella di lusso e Riley quella Top (stesso motore della MG e finiture lussuose)
Sostanzialmente nel 1961 il posizionamento dei vari modelli offerti dalla BMC comprendeva:
- - Austin A60 Cambridge (61cv) - prezzo di lancio £ 854
  - Morris Oxford Farina (61cv) - prezzo di lancio £ 869
  - Wolseley 16/60 (61cv) (61cv) - prezzo di lancio £ 993
  - MG Magnette (72cv) - prezzo di lancio £ 1059
  - Riley 4/72 (72cv) - prezzo di lancio £ 1088

A complicare il quadro c'erano poi le versioni De Luxe di Austin e Morris che, di fatto, si sovrapponevano soprattutto alle Wolseley. La confusione di marchi e allestimenti sarebbe cessata solo alla fine degli anni sessanta con il passaggio da BMC a British Leyland e la soppressione di alcuni badge.
Dall'A60 Cambridge derivò l'Austin Freeway, che fu venduta in Australia.